# Masasteron mackenziei
Masasteron mackenziei là một loài nhện trong họ Zodariidae.
Loài này thuộc chi Masasteron. Masasteron mackenziei được Barbara C. Baehr miêu tả năm 2004.